# 弗洛里安·彼得
弗洛里安·彼得（德語：Florian Peter，2000年1月27日—），德国男子射击运动员，2023年世界射击锦标赛男子25米中火手枪团体金牌得主、男子25米手枪速射团体、男子25米标准手枪团体银牌得主、男子25米手枪速射和男子25米中火手枪铜牌得主。